# Lagarosiphon verticillifolius
Lagarosiphon verticillifolius là một loài thực vật có hoa trong họ Hydrocharitaceae. Loài này được Oberm. mô tả khoa học đầu tiên năm 1964.